# Тайна шифра
«Тайна шифра» (рум. Secretul cifrului) — румынский художественный фильм, триллер 1959 года, снятый режиссёром Лучианом Брату.
Экранизация романа Теодора Константина «La miezul noptii va cade e stă». Фильм стал режиссерским дебютом Л. Брату в кинематографе.
Премьера фильма состоялась 25 января 1960 года. В Румынии фильм посмотрели 5 500 305 зрителей. Количество зрителей в СССР – 25 900 000 чел.

## Сюжет
Действие фильма происходит в 1944  году, когда немецко-фашистские войска под ударами Красной Армии уходят с территории Румынии. Между собой нацисты общаются с помощью радисвязи. Для перехвата информации и сообщений фашистов требуется взломать тайный шифр. Это задание поручается группе румынских патриотов. Капитану Уля также поручено обнаружить и обезвредить шпионов, проникших в одно из воинских подразделений румынской армии. Для этого им разрабатывается хитроумный план, и враг попадает в ловушку...

## В ролях
- Эманоил Петруц — капитан Уля (озвучивание — Владимир Прохоров)
- Джео Майкан – капитан Думитри (озвучивание — Алексей Алексеев)
- Михай Мереуцэ – Тэлымбу (озвучивание — Василий Щелоков)
- Стомате Попеску – Барбу (озвучивание — Евгений Радомысленский)
- Александру Рэдулеску — генерал Войнеску (озвучивание — Яков Беленький)
- Ромулус Бербулеску
- Анжела Киуару — Катерина (озвучание — Галина Фролова)
- Кирилл Эконому — капитан Смеу (озвучивание — Александр Фриденталь)
- Джордже Марута — Доробец (озвучивание — Артём Карапетян)
- Георге Андрееску
- Валериу Арнауту
- Александру Азоицей
- Кристиан Бабес
- Мирча Константинеску
- Бенедикт Дабижа
- Манеа Энаке
- Дем Рэдулеску
- Ольга Тудораке — девушка с гусем в корзине (в титрах не указана)